# Helena Overkleeft
Helena Overkleeft (1953) és una traductora neerlandesa. Va estudiar Filologia catalana a les universitats de Girona i Utrecht i es va llicenciar en Filologia Hispànica a la Radboud Universiteit de Nimega. Va viure uns anys a Barcelona i el 1992 tornà als Països Baixos, on va treballar per a diverses editorials internacionals. Ara viu a Utrecht, on es dedica a la traducció literària del català i castellà. Les seves primeres traduccions de poesia catalana de Francesc Parcerisas, Miquel de Palol, Manuel Forcano, Vinyet Panyella i d'altres, a més de dos contes de Sergi Pàmies, foren publicades a la revista literària De Tweede Ronde (Amsterdam, 2008), publicació de la qual fou també coeditora. El 2009 es publicà la seva traducció al neerlandès de la novel·la de Maria Barbal Pedra de tartera. El seu últim treball publicat és la traducció de L'últim patriarca, de Najat El Hachmi (2011). Actualment treballa en la traducció neerlandesa d'una selecció de poesia de Vinyet Panyella del poemari Sang presa, obra guardonada amb el premi Miquel de Palol 2011.